# 1514
1514 (MDXIV) je bilo navadno leto, ki se je po julijanskem koledarju začelo na nedeljo.

## Dogodki
- 8. september - bitka pri Orši

## Rojstva
- 16. februar - Georg Joachim Lauchen von Retij, nemški astronom, matematik, kartograf († 1574)